# Андру (округ)
Округ Андру (англ. Andrew County) — округ штата Миссури, США. Население округа на 2009 год составляло 17 052 человека. Административный центр округа — город Саванна.

## История
Округ Андру основан в 1841 году.

## География
Округ занимает площадь 1126.6 км2.

## Демография
Согласно оценке Бюро переписи населения США, в округе Андру в 2009 году проживало 17 052 человека. Плотность населения составляла 15.1 человек на квадратный километр.